# ثيودور بيرجمان
ثيودور بيرجمان (بالألمانية: Theodor Bergmann) (8 نوفمبر 1996 في ألمانيا - ) هو لاعب كرة قدم ألماني في مركز الوسط. لعب مع نادي كايزرسلاوترن.

## وصلات خارجية
- ثيودور بيرجمان على موقع قاعدة بيانات كرة القدم.إي يو (الإنجليزية)
- ثيودور بيرجمان على موقع عالم كرة القدم.نت (الإنجليزية)